# وولفگانگ لنهوف
وولفگانگ لنهوف (انگلیسی: Wolfgang Langhoff; ۶ اکتبر ۱۹۰۱ – ۲۵ اوت ۱۹۶۶) بازیگر و کاگردان تئاتر اهل آلمان بود.